# 95 î.Hr.

## Nașteri
- Cato cel Tânăr (Marcus Porcius Cato Uticensis), politician și om de stat roman (d. 46)